# 鲁埃格自由城
鲁埃格自由城（法語：Villefranche-de-Rouergue，法語發音：[vilfʁɑ̃ʃ də ʁwɛʁɡ]），法国南部城市，奥克西塔尼大区阿韦龙省的一个市镇，同时也是该省的一个副省会，下辖鲁埃格自由城区，其市镇面积为45.9平方公里，2022年1月1日时人口数量为11,502人，是该省人口第三多的市镇，在法国城市中排名第819位。
鲁埃格自由城位于阿韦龙省西部，阿韦龙河畔，是一个区域性的中心城市，始建于13世纪，因商业贸易而兴盛，现代为一座区域性的旅游城市。

## 地名来源
“自由城”意为“可以进行自由贸易的城市”，是法国一个常见的地理通名，此处出现于中世纪，并沿用至20世纪。1918年，当地的官方名称增加了“鲁埃格”这一后缀。鲁埃格是自由城所处的历史区域，中世纪时曾为吉耶讷的一部分，后成为一个行省。

## 历史

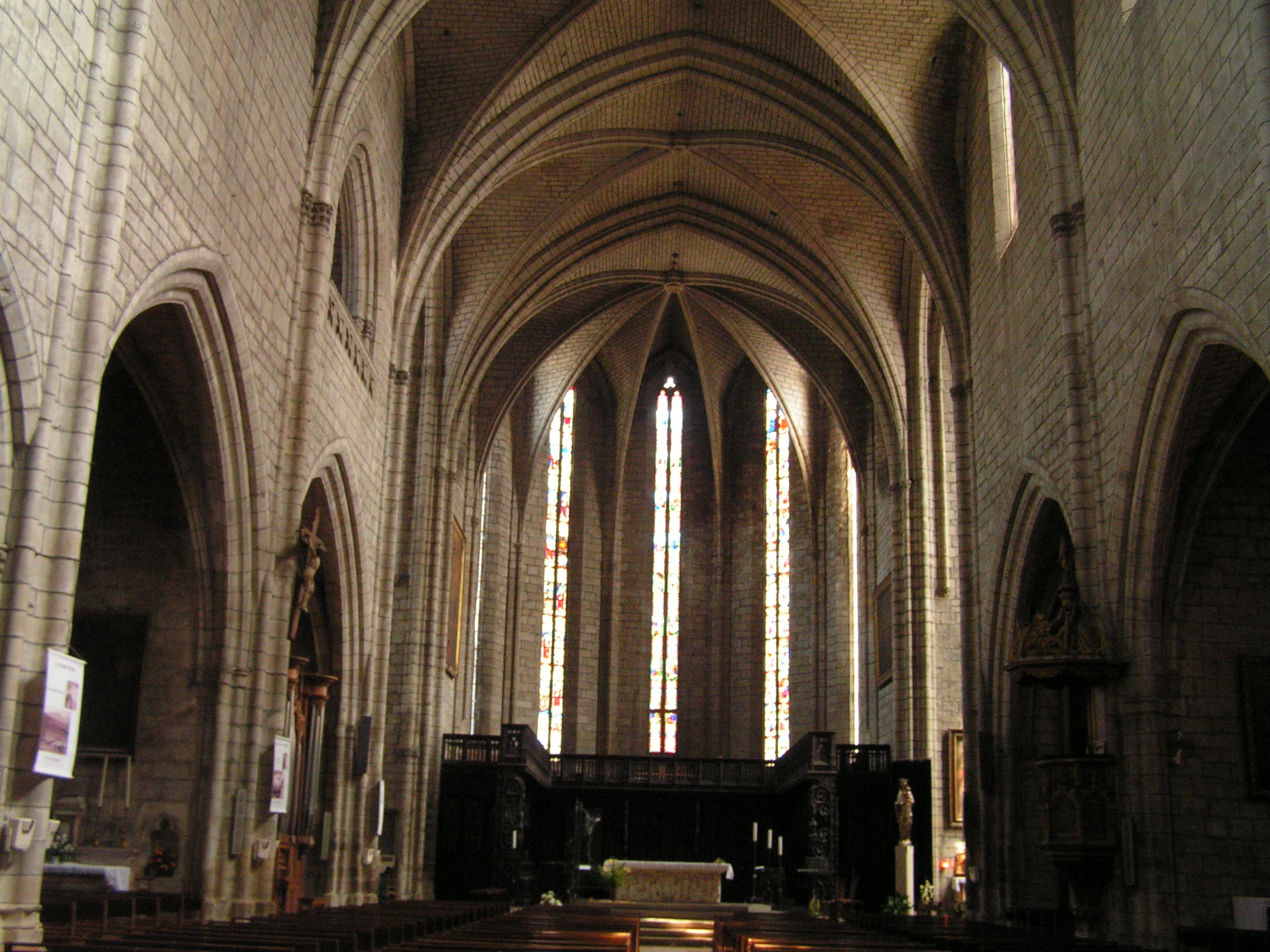
鲁埃格自由城圣母大教堂内部

鲁埃格自由城建于13世纪，彼时，其所在的鲁埃格为一个行政区，首府位于纳雅克。1252年，行政区长阿尔西的让（Jean d’Arcis）为发展这一区域的商业贸易，决定在阿韦龙河畔新建一处商业性的城塞，这成为了鲁埃格自由城的开端。老城街道呈棋盘状分布，来自各地的商人、农民、贵族及手工业者等可在此自由活动，人口数量逐渐增加，位于市中心的圣母大教堂同步建成。鲁埃格自由城的兴起也使得纳雅克逐渐衰落。百年战争时期，为防御外敌，鲁埃格自由城建起了高耸的城墙。1369年，鲁埃格自由城成为鲁埃格的行政中心，直至18世纪末。其间，鲁埃格自由城发生多次因对税收政策不满而引发的暴乱。1779年，上吉耶讷行省议会曾一度迁至鲁埃格自由城。法国大革命后，鲁埃格自由城成为阿韦龙省的一个市镇，并成为一个地区行署，后成为副省会。工业革命期间，布里夫拉盖亚尔德－图卢兹铁路从鲁埃格自由城通过，在奥尔良－蒙托邦铁路全线建成以前，该铁路是图卢兹前往巴黎的必经之路。二战时期被曾纳粹德军占领，1943年9月，一支親衛隊第13師叛军在此起义，发动鲁埃格自由城战役，最终被镇压。二十世纪末，当地逐渐发展成为奥克西塔尼地区一座重要的旅游城市。

## 地理

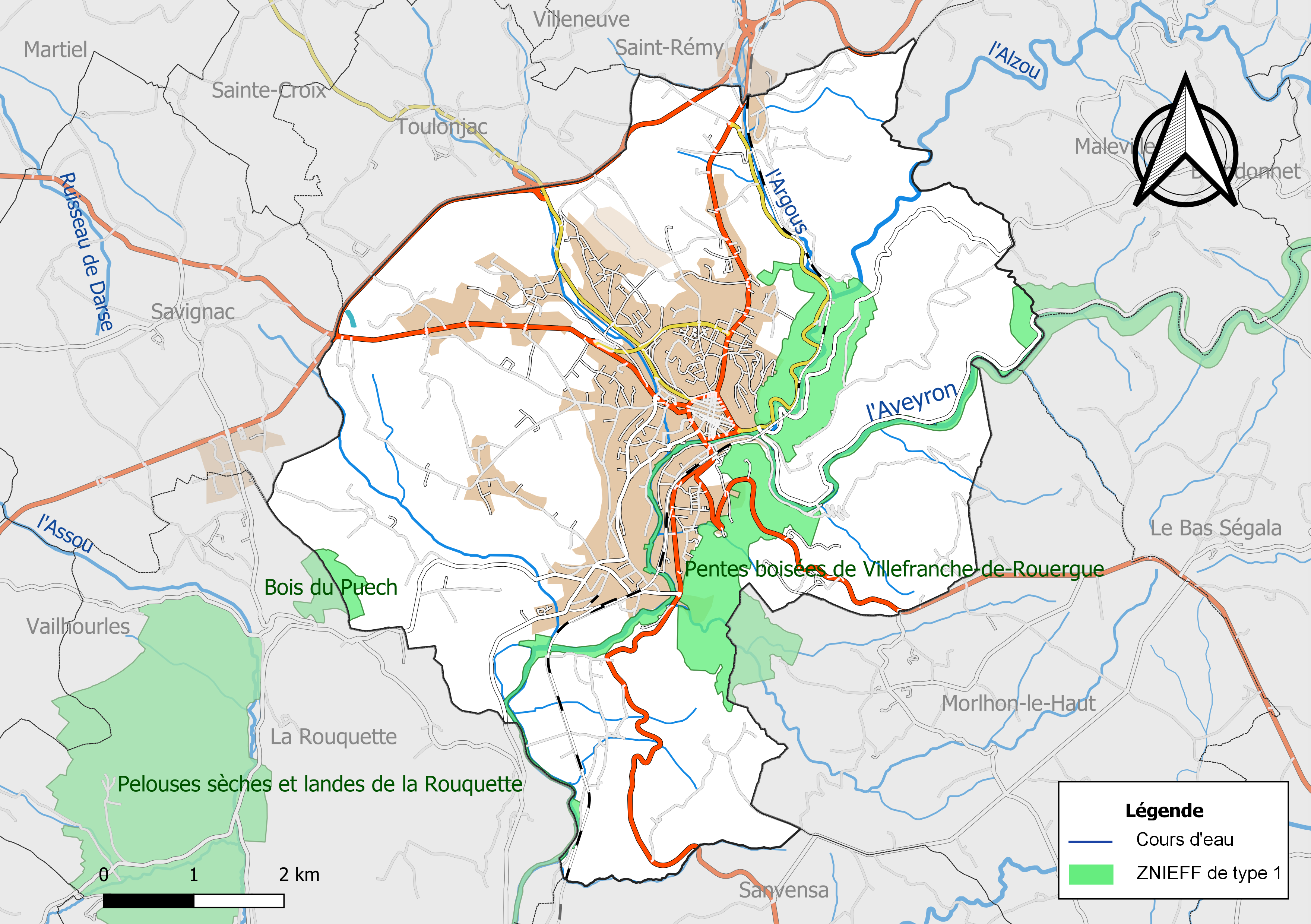
鲁埃格自由城地图

鲁埃格自由城位于法国南部偏西，奥克西塔尼大区中北部和阿韦龙省西部，距离省会罗德兹大约61公里。与鲁埃格自由城接壤的市镇包括：马勒维尔、上莫尔永、拉鲁凯特、圣雷米、桑旺萨、萨维尼亚克、图隆雅克、下塞加拉。

### 地形
鲁埃格自由城附近区域被称为凯尔西科斯，属于喀斯特丘陵地貌，是法国中央高原的组成部分，鲁埃格自由城市中心位于一处河流沉积平原上，周边则以丘陵地形为主，全境海拔在237到544米之间。

### 水文
阿韦龙河自东北向西南流经境内，该河属于加龙河水系。流经鲁埃格自由城西部的一条小河则被命名为“圣母溪”（ruisseau de Notre-Dame）。

### 植被
鲁埃格自由城属于温带落叶林区，林地广泛分布于市区东部的山坡上。

### 气候
鲁埃格自由城在柯本气候分类法中属于温带海洋性气候，因海拔较高，故当地又有一定的山地特征。
鲁埃格自由城境内设有气象站，以下为该气象站的数据（其中日照数据取自马西亚克瓦隆）：
| 鲁埃格自由城1981年－2019年 | 鲁埃格自由城1981年－2019年 | 鲁埃格自由城1981年－2019年 | 鲁埃格自由城1981年－2019年 | 鲁埃格自由城1981年－2019年 | 鲁埃格自由城1981年－2019年 | 鲁埃格自由城1981年－2019年 | 鲁埃格自由城1981年－2019年 | 鲁埃格自由城1981年－2019年 | 鲁埃格自由城1981年－2019年 | 鲁埃格自由城1981年－2019年 | 鲁埃格自由城1981年－2019年 | 鲁埃格自由城1981年－2019年 | 鲁埃格自由城1981年－2019年 |
| 月份                       | 1月                        | 2月                        | 3月                        | 4月                        | 5月                        | 6月                        | 7月                        | 8月                        | 9月                        | 10月                       | 11月                       | 12月                       | 全年                       |
| -------------------------- | -------------------------- | -------------------------- | -------------------------- | -------------------------- | -------------------------- | -------------------------- | -------------------------- | -------------------------- | -------------------------- | -------------------------- | -------------------------- | -------------------------- | -------------------------- |
| 历史最高温 °C（°F）        | 19.5 (67.1)                | 23.5 (74.3)                | 28 (82)                    | 31 (88)                    | 33 (91)                    | 39 (102)                   | 40 (104)                   | 42.5 (108.5)               | 36.5 (97.7)                | 31 (88)                    | 23.1 (73.6)                | 21 (70)                    | 42.5 (108.5)               |
| 平均高温 °C（°F）          | 8.8 (47.8)                 | 10.2 (50.4)                | 13.8 (56.8)                | 16.5 (61.7)                | 20.8 (69.4)                | 24.6 (76.3)                | 27.8 (82.0)                | 27.4 (81.3)                | 23.6 (74.5)                | 18.5 (65.3)                | 12.4 (54.3)                | 9.4 (48.9)                 | 17.8 (64.0)                |
| 日均气温 °C（°F）          | 4.7 (40.5)                 | 5.5 (41.9)                 | 8.3 (46.9)                 | 10.8 (51.4)                | 14.8 (58.6)                | 18.2 (64.8)                | 20.9 (69.6)                | 20.5 (68.9)                | 17.1 (62.8)                | 13.4 (56.1)                | 8.1 (46.6)                 | 5.3 (41.5)                 | 12.3 (54.1)                |
| 平均低温 °C（°F）          | 0.5 (32.9)                 | 0.7 (33.3)                 | 2.8 (37.0)                 | 5.1 (41.2)                 | 8.7 (47.7)                 | 11.9 (53.4)                | 13.9 (57.0)                | 13.6 (56.5)                | 10.6 (51.1)                | 8.4 (47.1)                 | 3.8 (38.8)                 | 1.3 (34.3)                 | 6.8 (44.2)                 |
| 历史最低温 °C（°F）        | −23 (−9)                   | −15 (5)                    | −14 (7)                    | −5 (23)                    | −1 (30)                    | 1 (34)                     | 6 (43)                     | 3 (37)                     | 0.5 (32.9)                 | −6 (21)                    | −11 (12)                   | −13 (9)                    | −23 (−9)                   |
| 平均降水量 mm（）          | 73.5 (2.89)                | 64.9 (2.56)                | 63.8 (2.51)                | 92.4 (3.64)                | 95.5 (3.76)                | 70.6 (2.78)                | 48.2 (1.90)                | 61 (2.4)                   | 75.2 (2.96)                | 80.8 (3.18)                | 78.9 (3.11)                | 80.7 (3.18)                | 885.5 (34.86)              |
| 月均日照時數               | 63.6                       | 89.5                       | 125.9                      | 194.7                      | 211.8                      | 249.9                      | 187.4                      | 263.5                      | 214.6                      | 183.2                      | 68.3                       | 87.2                       | 1,939.6                    |
| 来源：Infoclimat           |                            |                            |                            |                            |                            |                            |                            |                            |                            |                            |                            |                            |                            |

## 行政区划
鲁埃格自由城是法国奥克西塔尼大区阿韦龙省的一个市镇，编号为12300，它也是阿韦龙省的一个副省会。鲁埃格自由城下辖鲁埃格自由城区，隶属于阿韦龙省第二选区，管理鲁埃格自由城县，同时也是西部阿韦龙省市镇公共社区的办公驻地。
法国国家统计与经济研究所（简称）在进行数据统计时，将鲁埃格自由城及相邻的图隆雅克设为鲁埃格自由城城市核心区，并将包括核心区在内的周边共16个市镇划为鲁埃格自由城城市区。同时，还将鲁埃格自由城市镇分为了6个“块区”（IRIS），以便于统计人口分布情况。

## 交通

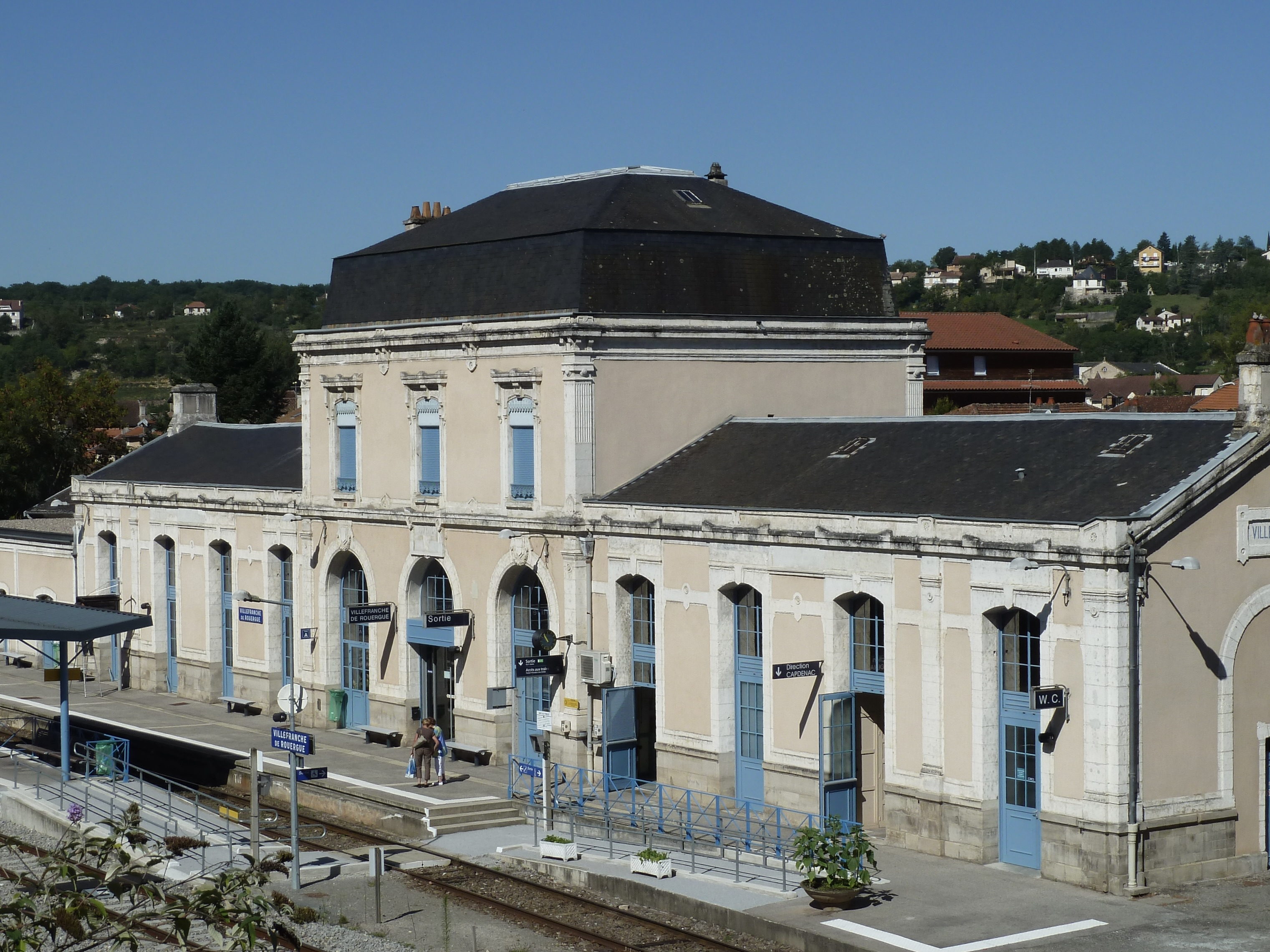
鲁埃格自由城火车站的主站房

### 公路
多条阿韦龙省省道在鲁埃格自由城境内交汇，奥克西塔尼大区下属的城际客运提供4条连接鲁埃格自由城的巴士线路：
- 203线：罗德兹 ↔ 鲁埃格自由城 ↔ 蒙托邦
- 205线：鲁埃格自由城 ↔ 菲雅克
- 222线：鲁埃格自由城 ↔ 德卡兹维尔
- 888线：鲁埃格自由城 ↔ 卡奥尔

2017年，64.2%的鲁埃格自由城家庭拥有至少一辆的私人汽车。2018年，鲁埃格自由城境内共发生各类交通事故6起，造成1人遇难，8人受伤。

### 铁路
鲁埃格自由城位于布里夫拉盖亚尔德－图卢兹铁路上。鲁埃格自由城站位于市区南部，阿韦龙河左岸，停靠往返于图卢兹和菲雅克一线的区域列车，部分班次延伸至欧里亚克。

### 航空
距离鲁埃格自由城最近的民用航空站为罗德兹机场，距离鲁埃格自由城市中心的公路里程约54公里。

### 城市公共交通
鲁埃格自由城暂无城市公共交通系统。

## 政治

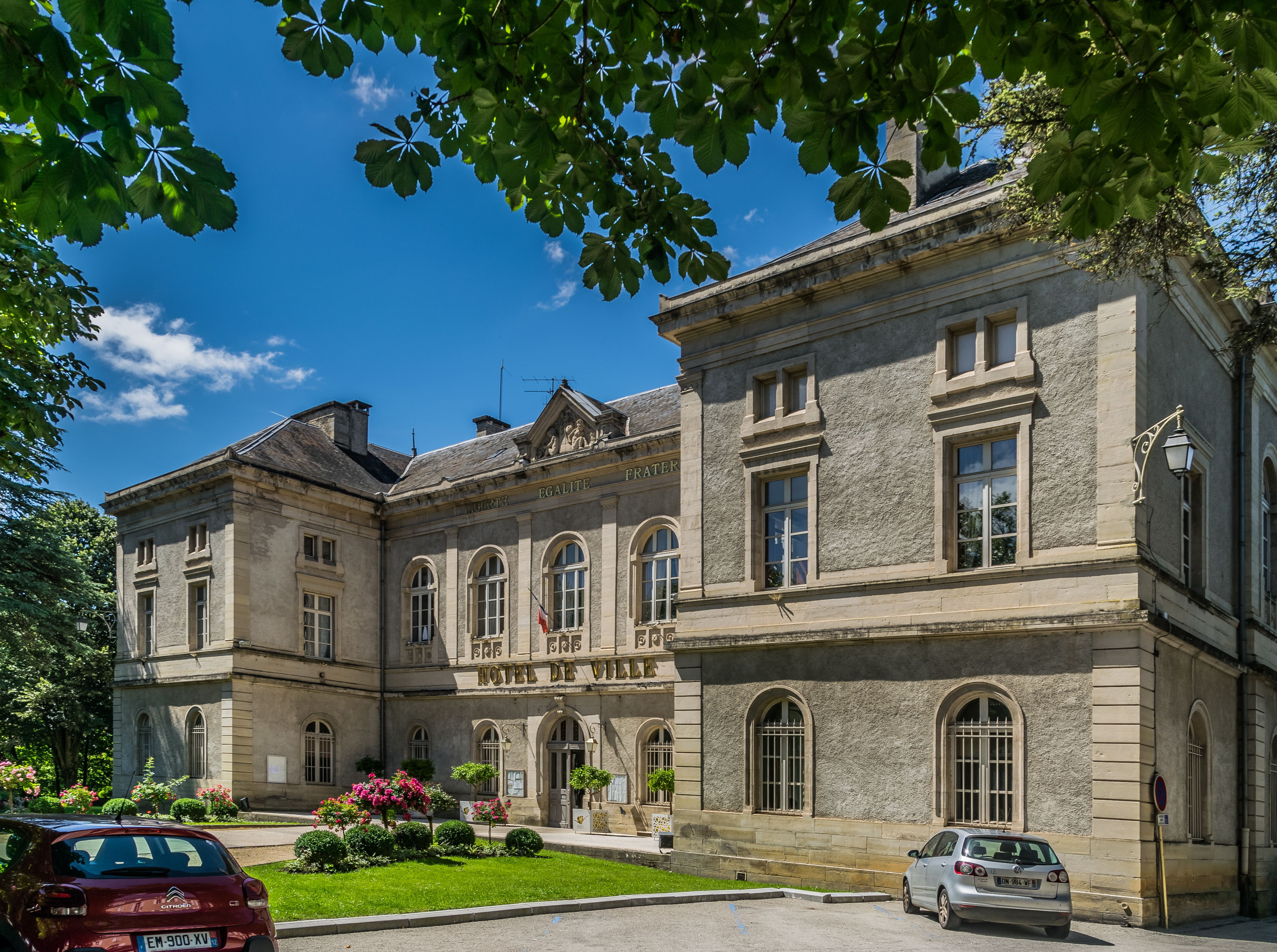
鲁埃格自由城市政厅

鲁埃格自由城的现任市长为让-塞巴斯蒂安·奥西巴尔先生（Jean-Sébastien Orcibal），他是激进运动的一名成员，在2020年的市政选举中获得了52.34%的支持率。
在2017年的法国总统大选中，法国第25任总统埃马纽埃尔·马克龙在鲁埃格自由城获得了75.14%的支持率。
| 鲁埃格自由城历届市长 |                        |                           |
| 任期                 | 市长                   | 党派                      |
| 1944年－1948年       | 让·博丹                | 無黨籍                    |
| 1948年－1953年       | 路易·丰唐热            | 無黨籍                    |
| 1953年－1983年       | 罗贝尔·法布尔          | PRG左派激進黨             |
| 1983年－1997年       | 让·里加尔              | PRG左派激進黨             |
| 1997年－2001年       | 克洛德·佩内尔          | PS社会党                  |
| 2001年－2020年       | 塞尔热·罗克            | UMP人民运动联盟 →LR共和黨 |
| 2020年－             | 让-塞巴斯蒂安·奥西巴尔 | PRG左派激進黨             |

## 人口
2017年，鲁埃格自由城市镇人口数量为11,867，在法国排名第819位。其中男性5,534人，女性6,333人，75岁及以上人口占15.6%，外籍人口数量为2,709人，人口密度为259人/平方公里，当地居民被称为（男性）或（女性）。2018年，鲁埃格自由城境内出生94人，死亡人口155人。
| 年份   | 1936  | 1946  | 1954  | 1962  | 1968   | 1975   | 1982   | 1990   | 1999   | 2006   | 2011   | 2016   | 2018   |
| ------ | ----- | ----- | ----- | ----- | ------ | ------ | ------ | ------ | ------ | ------ | ------ | ------ | ------ |
| 人口數 | 8,479 | 9,257 | 8,676 | 9,540 | 10,709 | 12,284 | 12,693 | 12,291 | 11,919 | 12,040 | 11,742 | 11,894 | 11,781 |

## 经济
鲁埃格自由城是一个区域性的中心城市，当地共有各类用人单位2,207家，平均历史为20年，其中97.1%为中小型企业（PME）。（饲料）、（农具销售）及（塑料建材）是当地2019年营业额最高的三个企业，分别为79,154,090欧元、45,962,898欧元和38,158,333欧元。

## 财政收入
2018年，鲁埃格自由城的财政收入总额为15,579,100欧元，财政支出总额为11,816,800欧元，当年的债务总额为14,292,100欧元。
2015年，鲁埃格自由城的人均收入总额为2,314欧元，其中高职人员为4,199欧元，普通职员为1,725欧元。
2017年，鲁埃格自由城境内的青壮年（15至64岁）失业率为17.1%，当地45.4%的家庭拥有纳税资格。

## 社会事务

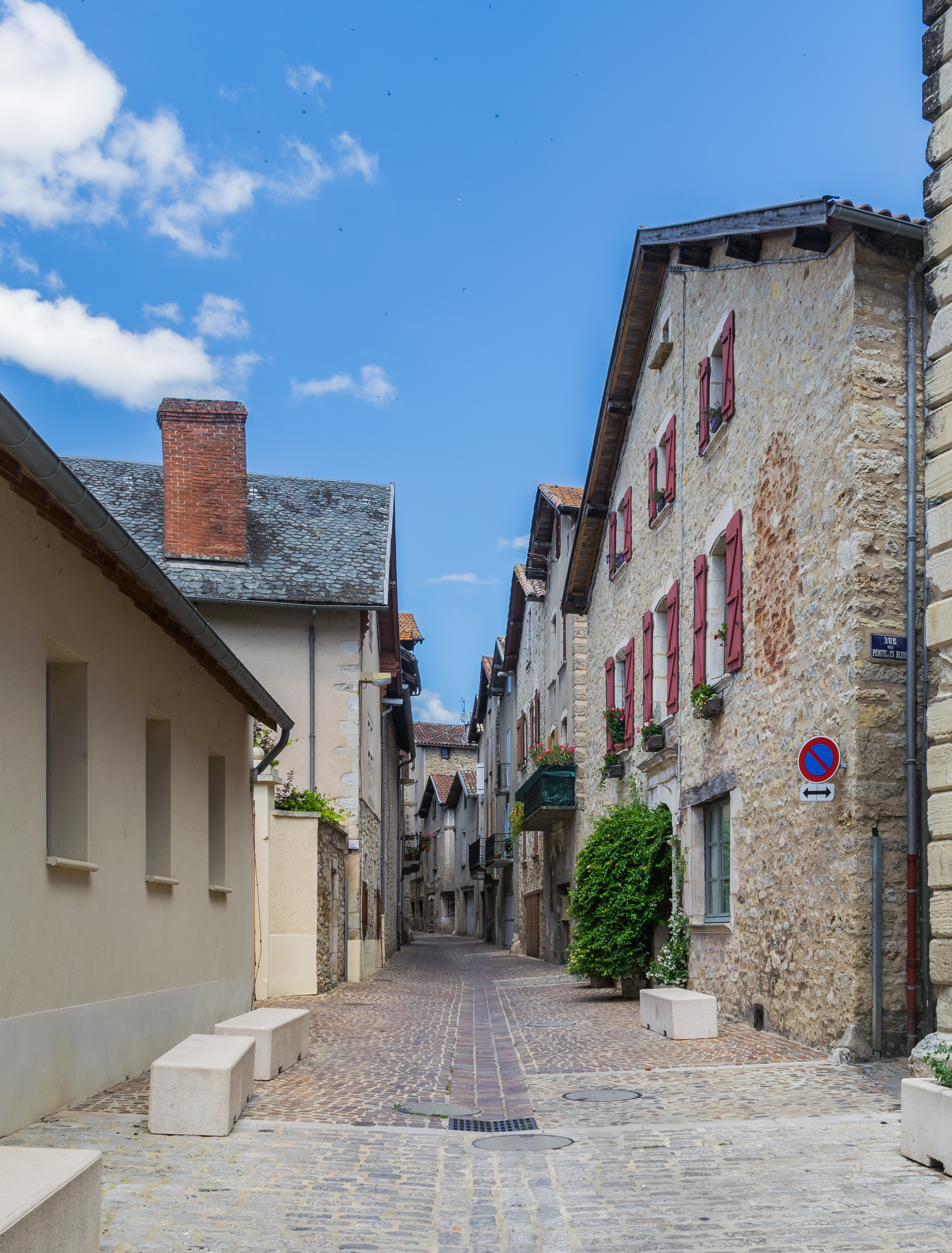
市中心的行政总督街

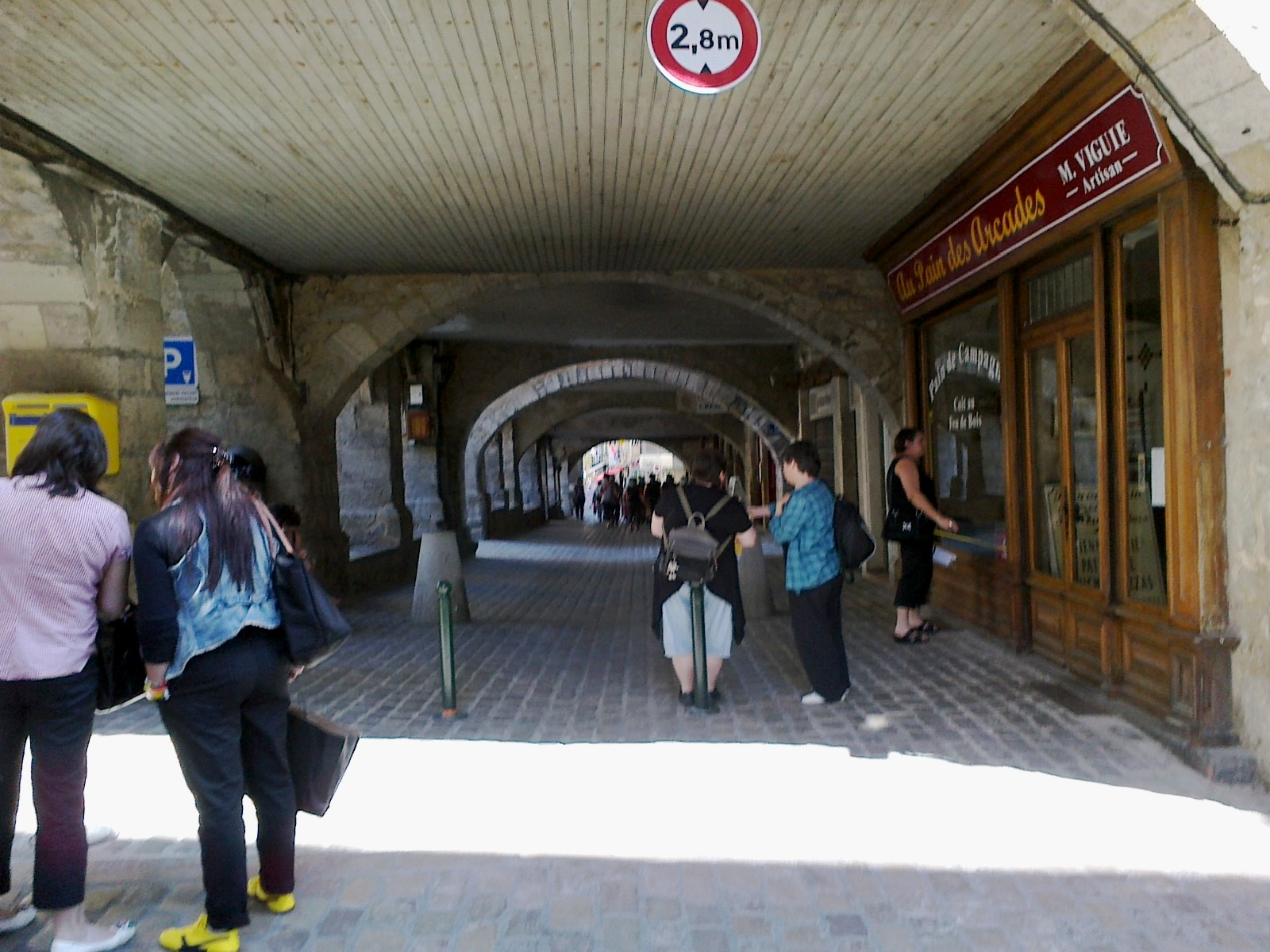
骑楼下方的商业步行走廊

### 教育
鲁埃格自由城属于图卢兹学区。截止2019年1月1日，鲁埃格自由城境内共有3所幼儿园、5所小学、2所初级中学、2所普通高中、2所农业高中和2所职业高中。2018至2019学年度，鲁埃格自由城境内共有在校中等教育阶段学生1,523名。

### 医疗
截止2019年1月1日，鲁埃格自由城境内共有全科医生11名、保健师12名、牙医10名、护士23名、眼科医生3名、皮肤科医生1名、助产士2名和妇科医生1名。境内共有药房5家、养老院3家、残疾人帮扶中心1家。
鲁埃格自由城中心医院（Centre Hospitalier de Villefranche-de-Rouergue）是法国的一个区域性医疗机构，其主病区“拉沙尔特勒斯医院”（La Chartreuse）位于鲁埃格自由城市区，设有床位132个，是当地规模最大的公立综合性医院。

### 住房
2017年，鲁埃格自由城境内共有各类住房7,569套，其中57.2%为独立式居民区，42.6%为集中式居民区。常住房屋占鲁埃格自由城市镇范围内居民建筑总量的57.2%。

### 商业
2018年，鲁埃格自由城境内共有各类实体商铺432家，其中餐厅47家、大型超市10家、杂货店10家、面包房13家、肉铺14家、书店8家、装饰品店3家、银行门店14家、美容美发店32家、汽车维修店26家。市区北部建有大型开放式商业街区，当地有一家家乐福购物中心。

### 体育
2019年，鲁埃格自由城境内共有1家游泳池、2间体育馆、1座综合体育场、6处网球场、1处马术场、4处足球或橄榄球场、2处篮球或排球场以及1处高尔夫球场。
阿韦龙自由城联盟式橄榄球队是当地的一支联盟式橄榄球队，成立于1950年，2020至2021赛季参加法国联盟式橄榄球乙级联赛。
自由城体育会（Stade Villefranchois）是当地的一支足球队，2020至2021赛季参加阿韦龙省足球联赛。

### 环境
鲁埃格自由城的环境事务由其所属的公共社区负责。2018年，鲁埃格自由城境内共有1家污染企业。

### 治安
2018年，鲁埃格自由城市镇范围内有1处宪兵队。
2014年，鲁埃格自由城及附近地区共发生各类案件1,266起，其中盗窃类案件789起，经济类案件157起，毒品交易类案件41起。

## 文化
2019年，鲁埃格自由城境内共有1家剧场、1家电影院和1家博物馆。鲁埃格自由城市政府提供多媒体中心，向公众全年开放。

### 建筑
鲁埃格自由城境内有多处法国国家文物保护单位，其中鲁埃格自由城圣母大教堂、黑屋小教堂等为当地的代表性建筑物。

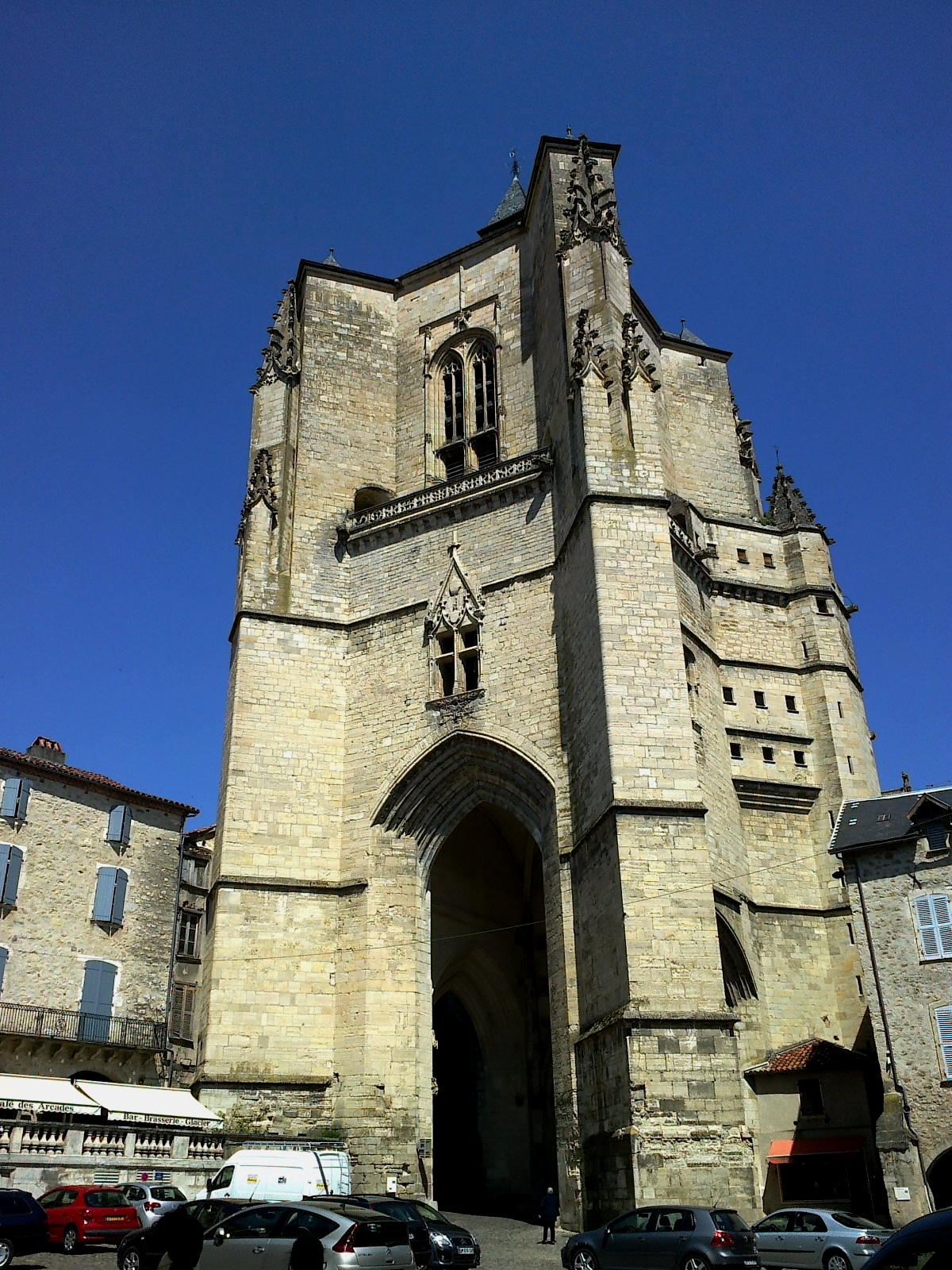
圣母大教堂（法语：Collégiale Notre-Dame de Villefranche-de-Rouergue）
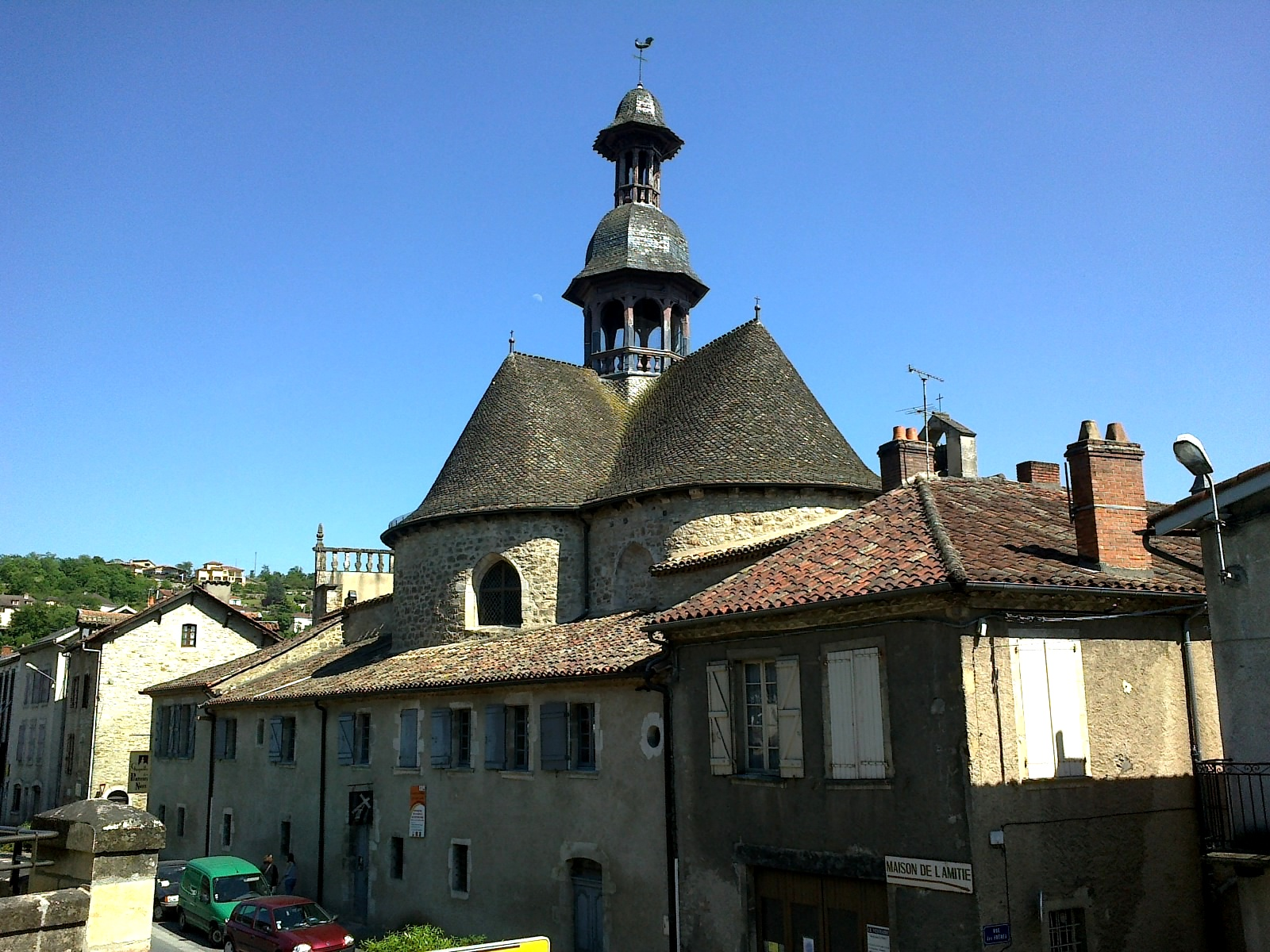
黑屋小教堂（法语：Chapelle des Pénitents noirs de Villefranche-de-Rouergue）
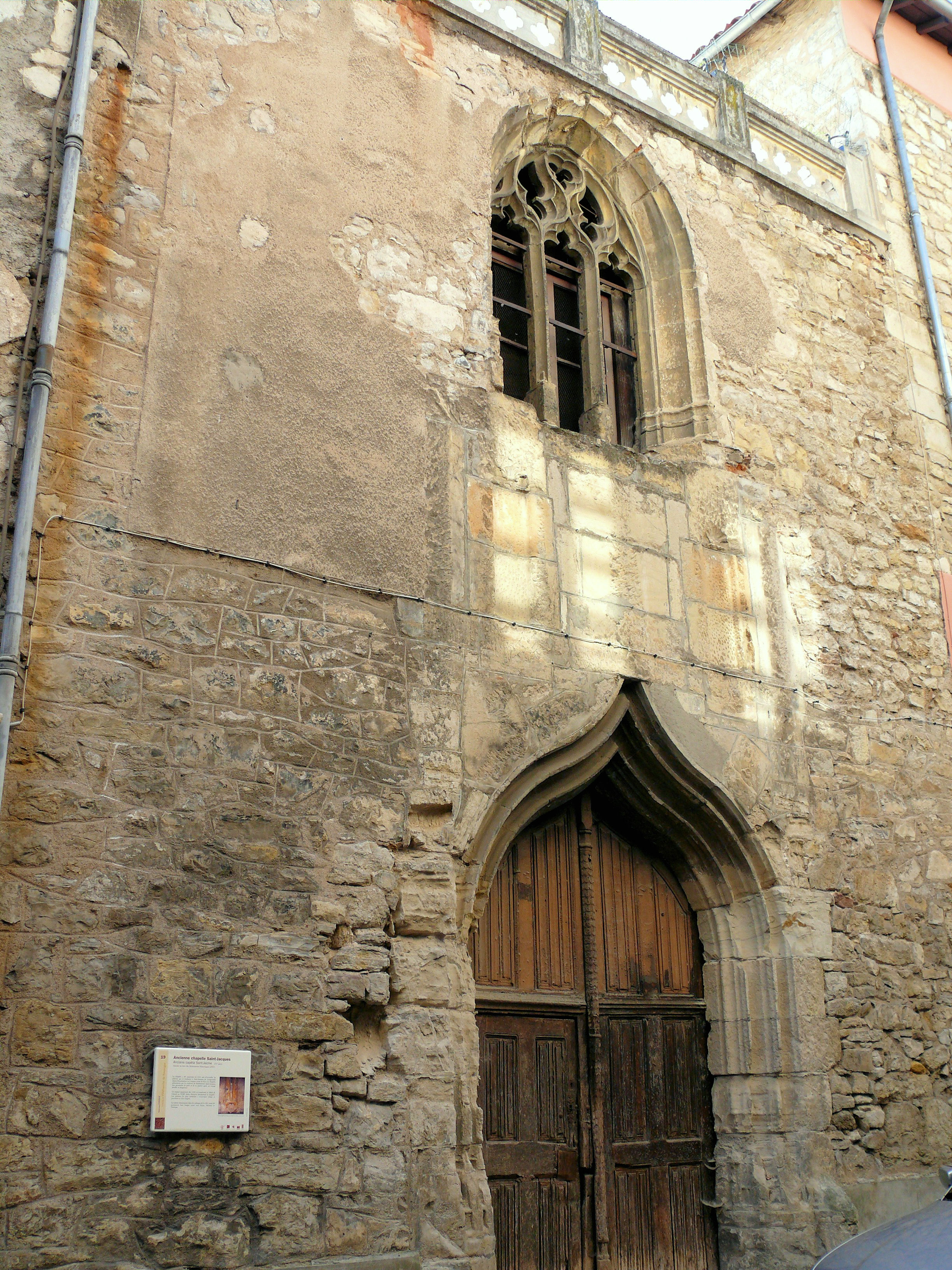
圣雅各教堂
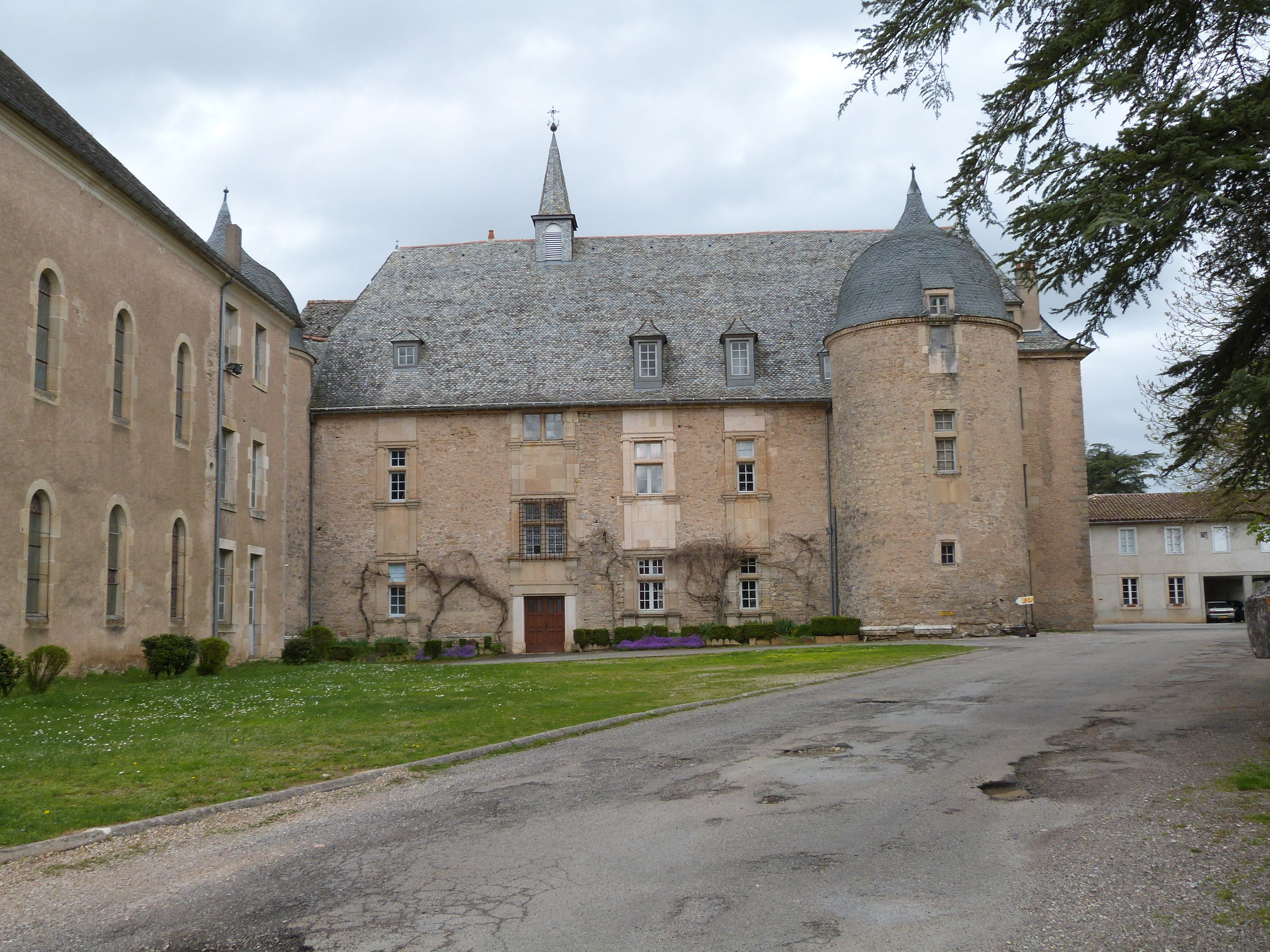
格拉沃城堡（法语：Château de Graves）
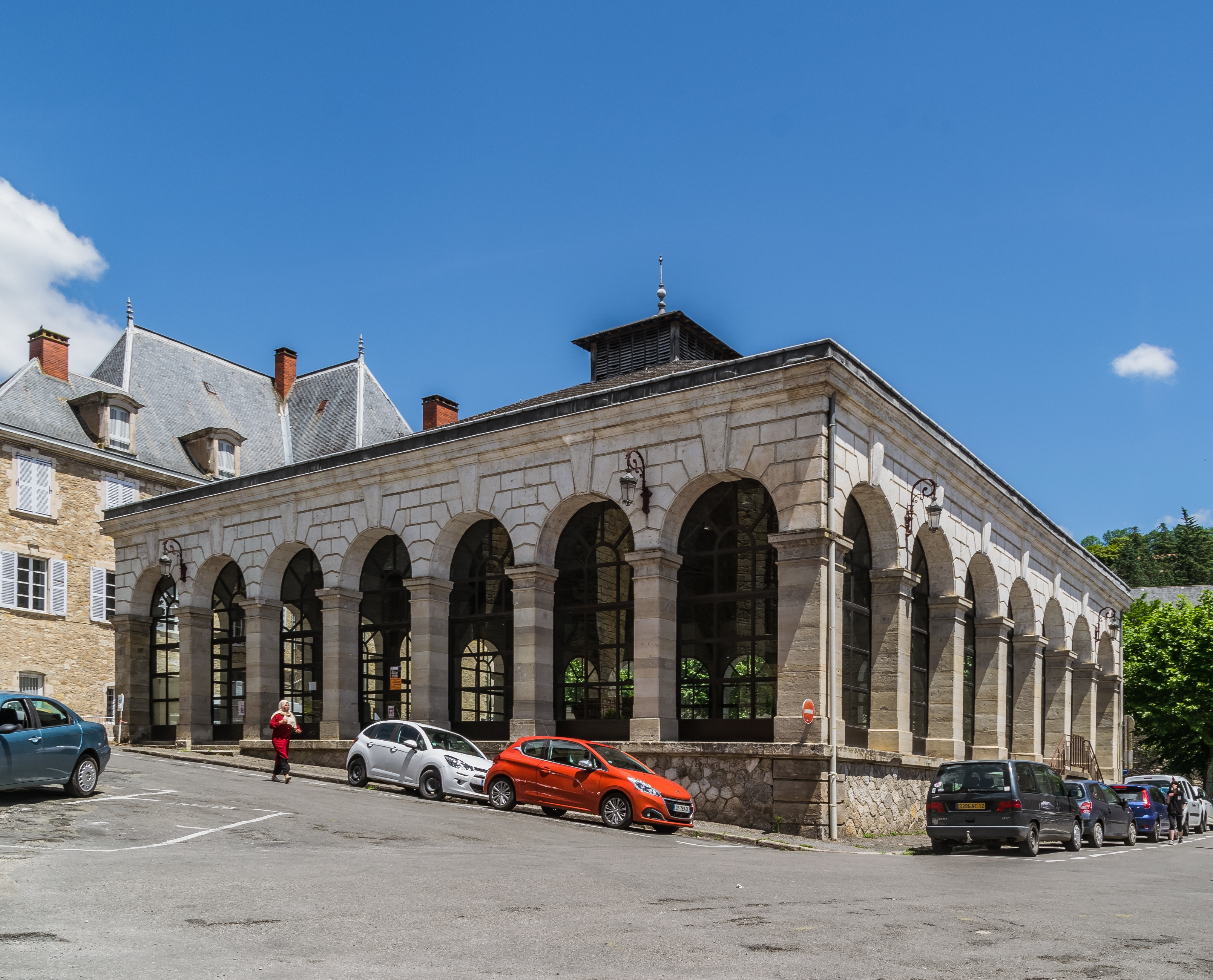
集市大堂
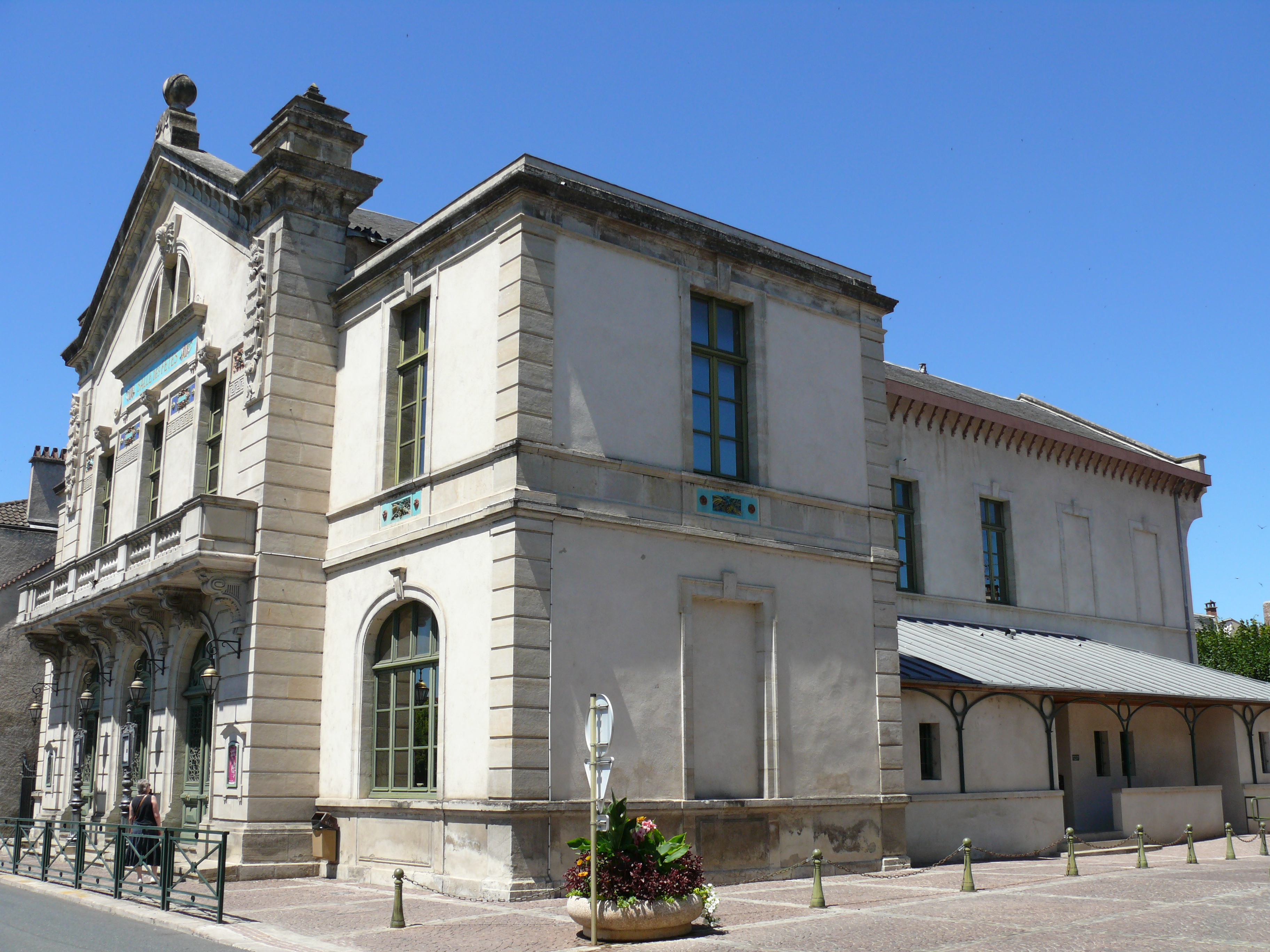
市政剧场

### 旅游
鲁埃格自由城的旅游事务由其所属的公共社区负责。2020年，鲁埃格自由城境内共有5家宾馆共计99间房间；另有1个露营地，可容纳共101辆露营车。

### 媒体
法国主要的媒体均可在鲁埃格自由城接收，法国电视三台下属的奥克西塔尼大区频道在部分时段播出鲁埃格自由城所属区域的地方新闻。

## 相关人物
法国足球教练居伊·拉孔布、导演阿蘭·吉侯迪和法国电视一台新闻主播玛丽-索菲·拉卡罗出生于鲁埃格自由城。

## 友好城市
截至2021年1月，鲁埃格自由城共与三座城市互为友好城市关系：
- 普拉[40]
- 義大利 萨尔扎纳
- 比哈奇[41]